# Arquitectura naval

Plànol d'un vaixell mostrant la forma del buc

L'arquitectura naval és l'art de projectar i construir vaixells. L'arquitectura naval es divideix en construcció naval i teoria del vaixell. La primera estudia i projecta la construcció d'un vaixell en tot allò que fa referència a formes, estructura, materials, etc. La teoria del vaixell l'estudia com a vas flotant, tenint en compte la seva estabilitat, flotabilitat i les forces a les quals es trobarà sotmès en navegar.
Els primers llibres sobre arquitectura naval foren publicats a mitjan segle xviii i llur àmplia difusió possibilità els primers estudis i fou la base del ràpid desenvolupament de projectes de vaixells al segle xix. Són destacats els tractats Scientia Navalis (1749) de Leonhard Euler i Traité du Navire (1746) de Pierre Bouguer. Fredrik Henrik af Chapman en propugnà i vulgaritzà l'aplicació, tant amb els vaixells que construí com amb les seves obres Architectura Navals Mercatoria (1768) i Tractat om Skeppsbyggeriet (Tractat de Construcció Naval, 1775). Aquest art s'amplià amb l'aparició de les màquines de vapor. Al segle xix hom progressà notablement en les mesures de seguretat i en el que fa referència al confort. Les diferents formes de propulsió incrementen cada vegada més l'extensió i l'amplitud de l'arquitectura naval.

## Consideracions prèvies
La professió d'arquitecte naval o enginyer naval està íntimament relacionada amb la construcció naval. La construcció de vaixells pot classificar-se de manera arbitrària en quatre períodes:
- la construcció artesana tradicional
- la construcció científica pre-industrial
- la construcció científica industrial
- la construcció naval actual

Es tracta d'una classificació convencional que permet analitzar i exposar l'abast de la professió de l'arquitecte naval en cada període considerat.

### Construcció naval artesana
La construcció naval artesana es basava en la tradició i l'experiència. No hi havia, definida com a tal, cap arquitecte naval. Els vaixells es feien principalment de fusta i els artesans constructors (posteriorment anomenats mestres d'aixa) tenien mètodes de construcció basats en la pràctica i els errors anteriors. Tanmateix, aquells menestrals disposaven d'uns coneixements rudimentaris prou satisfactoris (un vaixell fet de fustes pesants calava més; una proa afinada i tallant suposava una velocitat més gran; calia protegir l'obra viva ... etc.). Encara actualment subsisteixen constructors artesans que basteixen embarcacions de fusta d'un desplaçament considerable.

### Construcció científica pre-industrial
L'arquitectura naval pot dir-se que comença amb l'aparició dels tractats teòrics i pràctics sobre construcció naval. Inicialment es tracta d'una disciplina no gaire científica però els seus “inventors” mostren una gran voluntat de que arribi a ser-ho. Sense oblidar la gran aportació científica del savi siracusà Arquimedes (descobridor del Principi d'Arquimedes i del concepte de metacentre), els inicis de la ciència aplicada als vaixells comencen en el segle xviii amb les aportacions de Daniel Bernoulli, Pierre Bouguer, Leonhard Euler, Fredrik Henrik af Chapman i Jordi Joan i Santacília.

### Construcció científica industrial
A grans trets l'inici coincideix amb l'aparició dels bucs de ferro forjat industrial i l'adopció del vapor. En aquesta llarga època que va des de Robert Fulton amb la propulsió a vapor o des dels primers vaixells amb buc de ferro (als anys 1807 i 1812, respectivament) fins l'inici de la Primera Guerra Mundial la millor manera d'estudiar la construcció i arquitectura naval és a partir dels tractats teòrics i dels vaixells reals construïts. Es tracta d'una història d'èxits i fracasos però sempre cap al progrés.
L'estudi de la realitat fa palesa que la professió dels responsables de dissenyar vaixells esdevingué cada vegada més una especialitat de l'enginyeria (els vaixells eren vehicles amb motors, molt diferents dels edificis estàtics) i així, en alguns països, els arquitectes navals passaren a ser enginyers navals. En altres nacions o estats es mantingué la denominació tradicional d'arquitectes navals.

### Enginyeria naval actual
A l'estat espanyol, els estudis reglamentats de construcció naval s'impartien a l' Acadèmia de Guàrdies Marines (Cadis). Un decret de 1929, sota la presidència de Manuel Azaña Díaz, va crear l'Escuela Especial de Ingenieros Navales a Madrid. La titulació tècnica superior s'hi denomina Enginyeria naval amb dos graus possibles: Grau en Arquitectura Naval i Grau en Enginyeria Naval.

## Obres sobre construcció i arquitectura naval

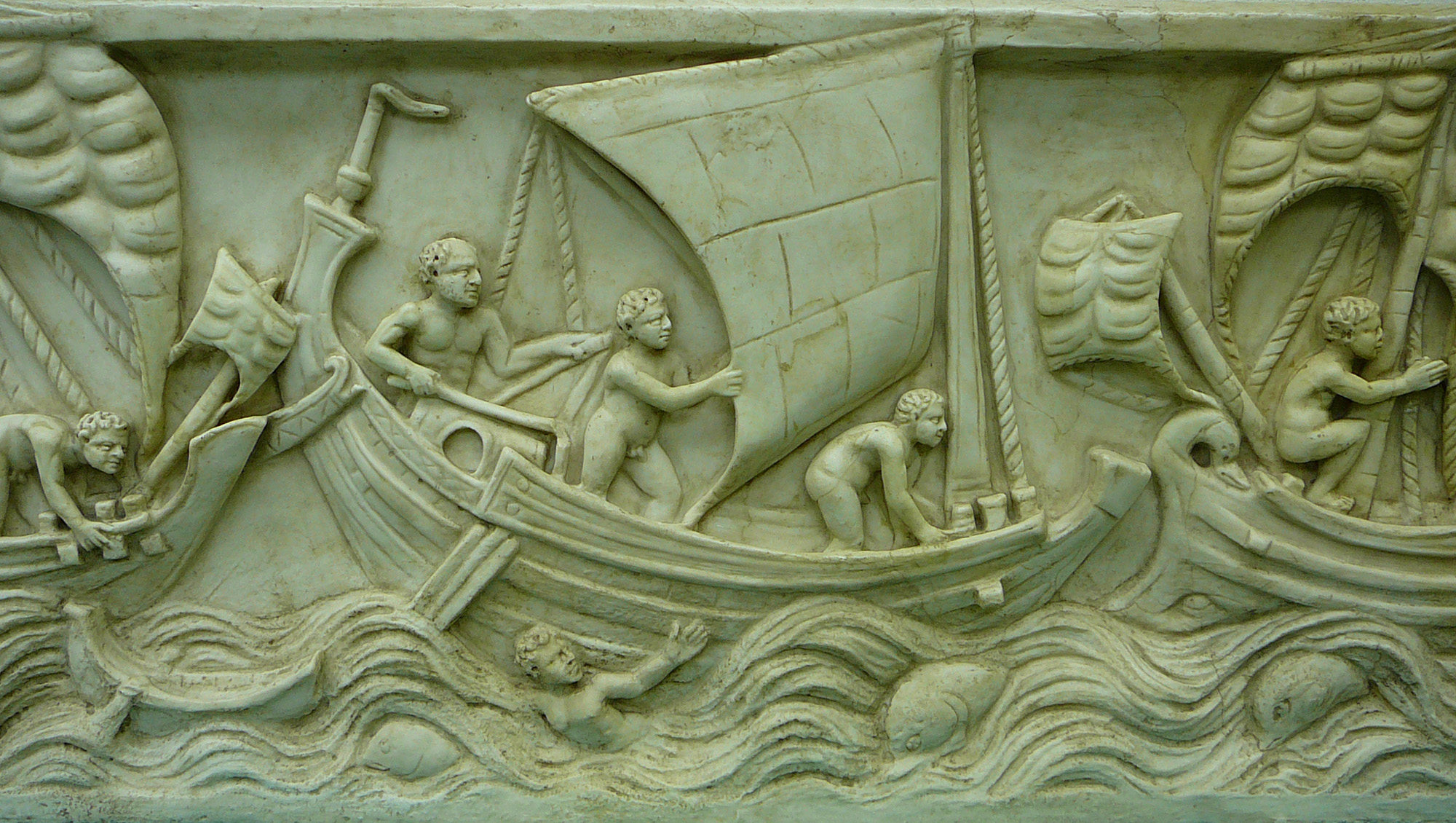
Les primeres veles de tall aparegueren en la forma de veles al terç en embarcacions grecoromanes clàssiques. El baix relleu mostra una nau mercant romana amb una vela al terç (segle III dC).

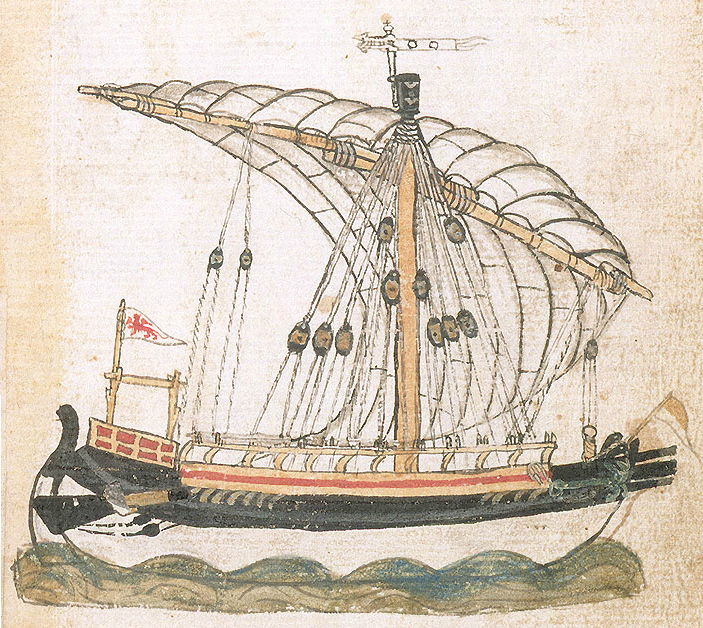
Galera mercant veneciana per al comerç amb Flandes. Il·lustració del manuscrit de Michele de Rodes.

Al llarg de diverses èpoques foren escrites diverses obres que tractaven de la construcció dels vaixells, de la seva forma i dels mitjans de propulsió. Alguns tractats generals (de contingut enciclopèdic o especialitzats en navegació) dedicaren alguns articles o capítols a la construcció de diferents tipus de naus o de temes relacionats.
La que segueix és una llista cronològica de les obres indicades i dels seus autors.

### Llista cronològica

#### Temps antics
- 300aC?. Teofrast. Història de les plantes.[3]
  - Teofrast va tractar de diversos tipus de fusta usats en construcció naval.

Els rems de la seva època se solien fabricar de fusta d'avet blanc (Abies alba). Però no pas de qualsevol manera. Teofrast va explicar la manera correcta d'obtenir rems resistents. En traducció lliure: "És millor fabricar-los a partir d'un avet jove. La fusta d'avet s'assembla a una ceba, amb diverses capes ben marcades. Un remolar hàbil sap conformar un rem sense tallar aquestes capes. Polint la fusta sense interrompre la capa exterior. Així el rem serà més resistent. Per contra, un artesà maldestre deixarà el rem amb les capes tallades que seran punts febles per on es podrà trencar amb facilitat". La fusta d'avet blanc s'emprava també per a fer trirrems i els pals corresponents, i era objecte d'un comerç molt important. En èpoques d'alta demanda i escassetat el seu preu era molt elevat.
- 230 aC? Arquimedes fou l'autor del principi bàsic de la navegació. En el seu tractat Sobre els cossos flotants hi postula el principi d'hidroestàtica conegut com a Principi d'Arquimedes.[4]
  - Només es conserva una versió en llatí amb el títol De insidentibus aquae, en dos llibres.[5] El primer llibre tracta de la flotabilitats dels sòlids parcialment summergits en un fluid. El segon llibre estudia l'equilibri d'alguns casos de sòlids summergits en un fluid. Els estudiosos del tema, atenent a la forma parabòlica de les seccions del sòlids esmentats, dedueixen que l'objectiu del savi era aproximar-se a l'equilibride les naus.

- 77dC. Plini el Vell, en la seva obra Història Natural, parlava del lli emprat en les veles dels vaixells.[6] De fet, a partir del lli, s'estenia sobre les veles dels vaixells i oferia una munió de dades sobre la navegació. Informació interessant en la construcció naval.

- Hi ha un tractat interessant de difícil datació atribuït a Aristòtil i titulat Questions mecàniques.[7][8][9]
  - Quatre qüestions del tractat estan relacionades amb estudis de la física de la navegació i, per tant, amb l'Arquitectura naval.[10] Concretament es tracta dels capítols V (relacionat amb l'acció dels rems), VI (que parla de l'acció del timó), VII (sobre l'acció de les veles) i VIII (sobre la possibilitat de cenyida navegant amb vela en els vaixells de l'època).

#### Segle XIV
- 1353. El document més antic que esmenta una coca (vaixell) de dos arbres al Mediterrani és un contracte de construcció català de l'any 1353.[11][12]

#### Segle XV
- 1409. Pel que fa a les naus, el document més antic que en mostra una de tres pals és un dibuix de 1409 al Libre d'Ordinacions de l'administrador de les places de Barcelona.[13]
- 1410. A l'inventari de la biblioteca del rei Martí l'Humà, que constava d'uns sis cents volums, hi havia tres llibres de tema nàutic: un Llibre sobre la carta de navegar (en català i escrit sobre paper de Xàtiva), un llibre de les naus i un llibre d'ordenació de la mar. Els dos primers es consideren perduts. La segona obra, el llibre de les naus, podria haver tractat de la construcció d'aquella mena de vaixells o de detalls sobre naus en general.[14]
- 1434-35. Michele de Rodes. Fabrica di galere,[15][16] n'existeix una traducció parcial al castellà per Fermin Lacaci y Diaz.[17]
- 1444-1449. Zorzi Trombetta da Modone
- 1464. Benedetto Cotrugli va escriure el llibre De navigatione.[18] que no es va arribar a publicar, però que es conserva en forma de manuscrit. Es tracta d'una obra que pot consultar-se en una transcripció digitalitzada a cura de Piero Falchetta. També el manuscrit original pot llegir-se de franc (Manuscrit Beinecke MS 557, Yale University Library, Beinecke Rare Book and Manuscript Library).
- 1465. Contracte per a la construcció d'una calavera per a Gracià Amat. Amb un buc de 24 a 25 gúes de roda a roda, dos pals (mestre i mitjana), bauprès i tres timons.[19]

#### Segle XVI

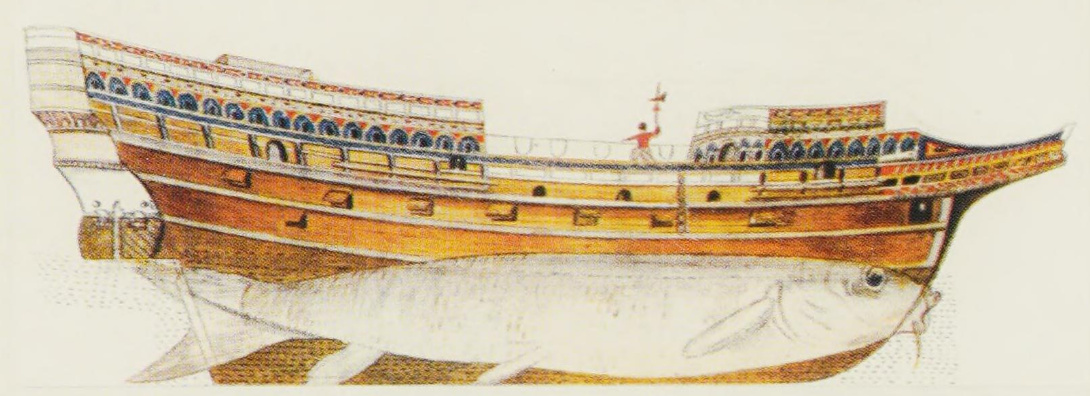
Croquis del constructor naval Matthew Baker.

- 1547-1550. Stolonomie.[20][21] Aquest tractat existeix en forma de manuscrit consultable. Explica de forma detallada la forma de bastir i mantenir un estol de galeres a la costa mediterrània francesa.
- 1570. Fragments of Ancient Shipwrightry. Mathew Baker.[22][23]

- 1575. Juan Escalante de Mendoza. Itinerario de navegación.[24]

- c1590. Giovanni Contarini. Arte de far vasselli.[25]

- 1594. Baldissero Drachio Quintio. Visione del Drachio.

#### Seglexvii
- 1607. Bartolomeo Crescentio. Nautica mediterranea.[26]
- 1611. Tomé Cano. Arte para fabricar, fortificar, y aparejar naos de guerra, y merchantes.[27]
- 1614. Pantero Pantera. L'armata navale.[28]
- 1622. Ithier Hobier. De la construction d'une gallaire et de son equipage.[29]
- 1629. Joseph Furttenbach. Architectura navalis: d.i. von dem Schiff-Gebäw, auff dem Meer und Seekusten zugebrauchen.[30]
  - 1650. Walter Raleigh. Publicació de l'obra Excellent observations and notes concerning the Royal Navy and Sea-Service.[31] Raleigh estava en contra dels vaixells massa grans. Segons Raleigh els espanyols deien: «Gran navío, gran fatiga».
- 1671. Marcus Meibom. De fabrica triremium liber.[32]
- 1686. Stefano di Zuanne di Michiel. Architettura navale. Obra manuscrita mai no publicada.[33]
- 1691.Francisco Antonio Garrote. Recopilación para la nueva fábrica de baxeles españoles...[34]
- 1697. Paul Hoste. Theorie de la construction des vaisseaux. Lyon.[35]
- 1697. Cornelis Van Yk. De nederlandsche scheepsbouwkunst open gestelt.[36]

#### Seglexviii

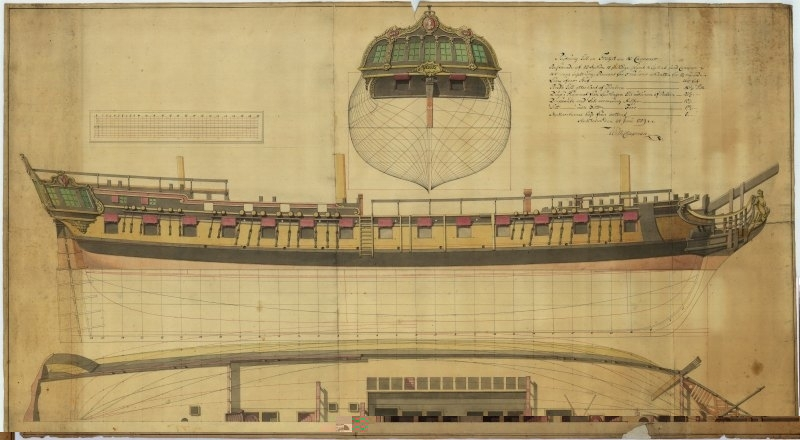
Fragata Venus, de la classe Bellona, avarada en 1783, segons un dibuix de Chapman de l'any 1789.

- 1702. Nicolas Aubin. Dictionnaire de Marine[37]
- 1712. Antonio Gaztañeta.
  - Arte de fabricar reales.
  - Proporción de las medidas arregladas a la construcción de un bajel de guerra de setenta codos de quilla. (1712)
  - Proporciones de las medidas más esenciales para la fábrica de nuevos navíos y fragatas de guerra. (1720)

- 1717. William Sutherland. The Ship-Builders Assistant.[38]
- 1719. L'Art de bâtir les vaisseaux et d'en perfectionner la construction.[39]
- 1731. Antoni de Clariana i de Gualbes. Resumen náutico de lo que se practica en el teatro naval o arte de la guerra.[40][41][42][43]

- 1734. Joseph Gonzalez Cabrero Bueno. Navegacion especulativa y práctica,[44] un tractat de navegació amb molta informació sobre construcció naval.

- 1738. Daniel Bernoulli. Hydrodynamique (Hidrodinàmica).[45][46][47]
- 1746. Pierre Bouguer. Traité du Navire.[48]
- 1749. Leonhard Euler. Scientia Navalis.[49]
- 1752. Marquès de la Victoria. Architectura naval antigua y moderna.[50]
- 1754. Mungo Murray. A Treatise on Ship-building and Navigation.[51]

- 1758. Duhamel du Monceau - Élémens de l'architecture navale.[52]

- 1768. Fredrik Henrik af Chapman. Architectura Navalis Mercatoria.[53]
  - Tractat om Skeppsbyggeriet ('Tractat de Construcció Naval', 1775).[54]
  - Traducció francesa, Vaisseaux, Traite de la construction des (Chapman, 1779).[55]

- 1771. Jordi Joan i Santacília. Examen marítimo teórico práctico,[56] va ser traduït en francès[57] i en italià.[58]

- 1778. Mâture, Description de l'Art de la (Romme, 1778).[59]

- 1792. Charles Romme. Dictionnaire de la marine francoise: avec figures[60]

#### Seglexix

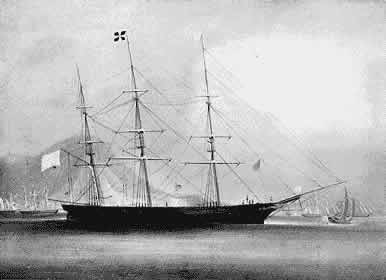
Sea Witch. Aquesta fragata, avarada el 1846, fou el segon dels clípers extrems dissenyats per John W. Griffiths.

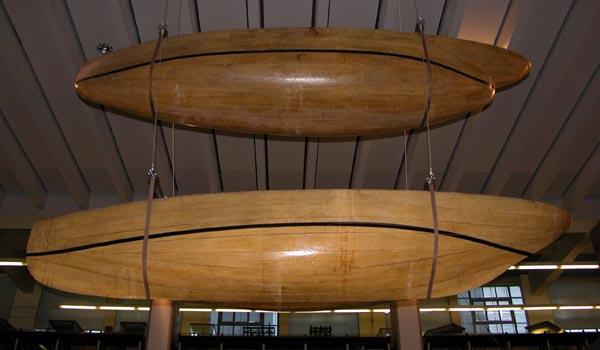
Dos models de vaixell usats per William Froude. Science Museum (Londres).

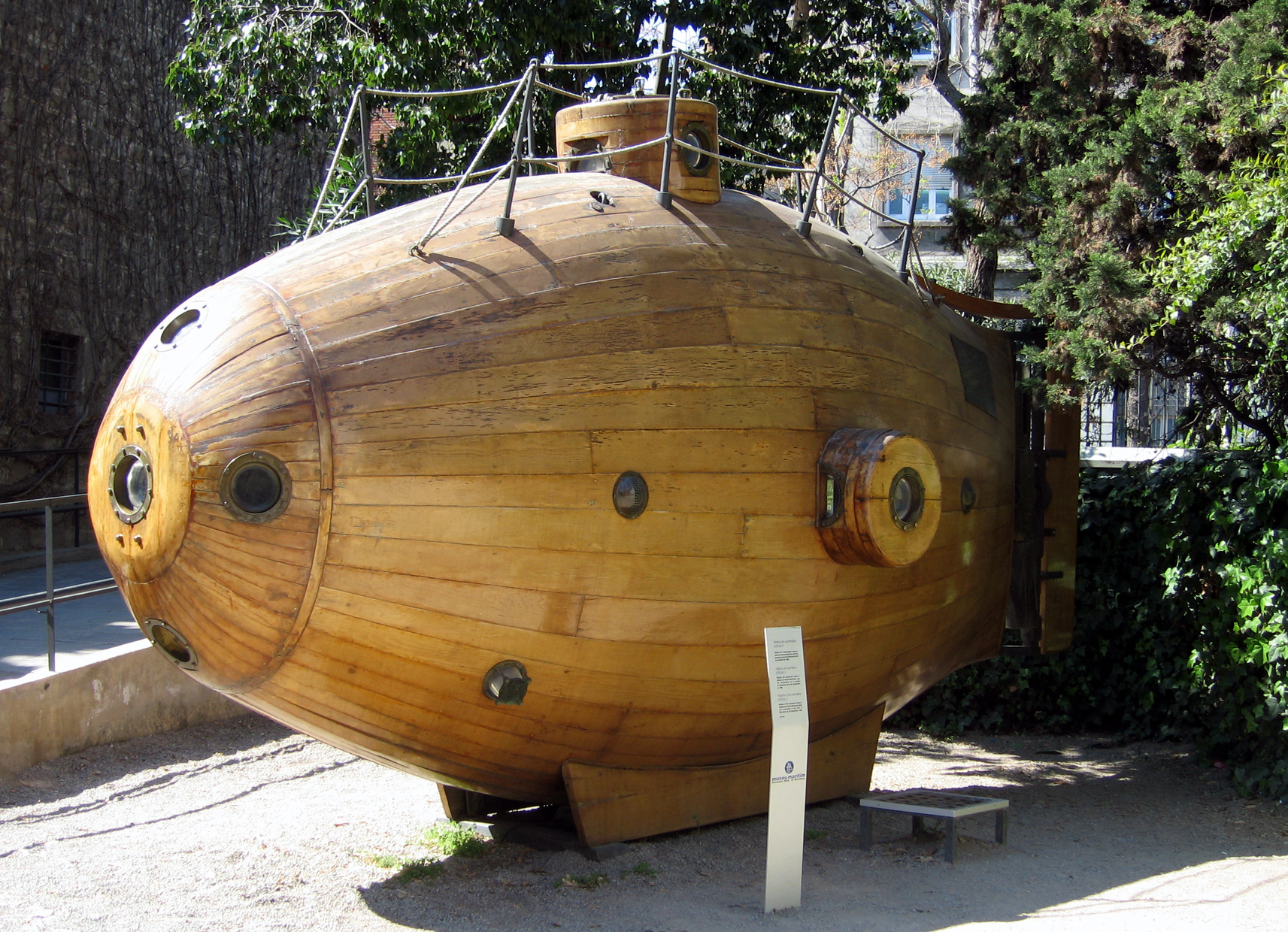
Rèplica de lIctíneo I darrere del Museu Marítim de Barcelona.

- 1800. João de Sousa. Caderno de todos os barcos do Tejo, tanto de carga e transporte como d'pesca.[61]
- 1817. Robert Seppings.[62]
- 1818. P.G. Gicquel-des-Touches.[63]
- 1822. William Annesley. A New System of Naval Architecture.[64]
- 1825. John Fincham. An Introductory Outline of the Practice of Ship-building.[65]
- 1829. Louis Marie Joseph O'hier de Grandpré. Répertoire polyglotte de la marine.[66]
- 1840. Auguste Jal.
  - Archéologie navale.[67]
  - Glossaire nautique: Répertoire polyglotte de termes de marine anciens et modernes.[68]
- 1845. E. Gardiner Fishbourne. Naval construction. A letter to Sir G. Cockburn.[69]
- 1847. Robert Kipping. The elements of sailmaking[70][71] L'obra de Kipping fou traduïda al castellà per l'aleshores tinent de navili menorquí Pere Riudavets i Tudury, amb complements interessants sobre els aparells de vela llatina.

- 1853. Rudimentary Treatise on Masting, Mast-making, and Rigging of Ships.[72]

- 1853. Mazaudier & Lombard. Curso completo y tratado práctico de arquitectura naval.[73]
- 1854. John Willis Griffiths. Treatise on marine and naval architecture; or, Theory and practice blended in ship building.[74][75][76] Griffiths fou un enginyer naval considerat com un dels primers dissenyadors dels velers ràpids anomenats clípers. En el pròleg de la seva obra demostra la seva coneixença de la història de la construcció naval.

| « | To the Italians, Catalans, and Portuguese, was ship building mostly indebted in the early ages of its revival. The Spaniards followed up their discovery of the new world with rapid improvements in both the form and size of their ships, some of which have been rated at two thousand tons burthen. | » |
| — En els primers temps de la seva recuperació, la construcció naval fou deguda principalment als italians, catalans i portuguesos. Els espanyols, un cop descobert el nou món, milloraren la forma i la grandària dels seus vaixells, alguns dels quals s'estimaren en dues mil tones de desplaçament., TREATISE ON MARINE AND NAVAL ARCHITECTURE. JOHN W. GRIFFITHS. | |   |

- 1848. Cours complet et guide pratique d'architecture navale.[77]
- 1856. Joan Monjo i Pons. Curso Metódico de arquitectura naval aplicada a la construcción de buques mercantes.[78]
- 1859. Barthélemy J. Consolin. Manuel du voilier[79]
- 1861. William Froude. Va establir la fórmula coneguda amb el seu nom: el nombre de Froude. Aquest nombre permet calcular la resistència a l'avançament d'un vaixell real a partir de proves fetes sobre models a escala.[80][81]
- 1861. Auguste LAFORET. Étude sur la Marine des Galères. Avec plans et dessins.[82]
- 1863. Andrew Murray. Ship-building in Iron and Wood.[83]
- 1865. William Fairbairn. Treatise on Iron Ship Building: Its History and Progress as Comprised in a Series of Experimental Researches on the Laws of Strain ... Including the Experimental Results on the Resisting Powers of Armour Plates and Shot at High Velocities.[84]
- 1869. E. Boisnel. Architecture navale. Étude sur la variation des formes des navires.[85]
- 1873. William Cooper. Yachts and Yachting: Being a Treatise on Building, Sparring, Canvassing, Sailing and the General Management of Yachts.[86]
- 1885. C.C.P. Fitzgerald. Boat sailing and racing.[87]
- 1891. Narcís Monturiol i Estarriol. Ensayo sobre el arte de navegar por debajo de agua.[88][89]

#### Segle XX
- 1920. Gervasio de Artiñano y de Galdácano. La arquitectura naval española: (en madera).[90][91]